# Вентурини, Бруно
Бруно Вентурини (итал. Bruno Venturini , 23 сентября 1911, Каррара, Италия — 7 марта 1991, Лечче, Италия) — итальянский футболист, вратарь. Прежде всего известный по выступлениям за клуб «Сампьердаренезе», а также национальную сборную Италии.

## Клубная карьера
Во взрослом футболе дебютировал в 1928 году выступлениями за команду клуба «Каррарезе», в которой провёл три сезона.
С 1931 по 1934 год играл в составе команд клубов «Фиорентина» и «Специя».
Своей игрой за последнюю команду привлёк внимание представителей тренерского штаба клуба «Сампьердаренезе», к составу которого присоединился в 1934 году. Сыграл за генуэзский клуб следующие три сезона своей игровой карьеры.
В течение 1937—1941 годов защищал цвета клубов «Лигурия» и «Специя».
Завершил профессиональную игровую карьеру в клубе «Лигурия», в составе которого уже выступал ранее. Пришёл в команду в 1941 году, защищал её цвета до 1943 года.

## Выступления за сборную
В 1936 году дебютировал в официальных матчах в составе национальной сборной Италии. В течение карьеры в национальной команде, которая длилась всего 1 год, провёл в форме главной команды страны 4 матча и пропустил 2 гола.
В составе сборной был участником футбольного турнира на Олимпийских играх 1936 года в Берлине и получил титул олимпийского чемпиона.

## Титулы и достижения
- Олимпийский чемпион (1): 1936